# Inpotmachine

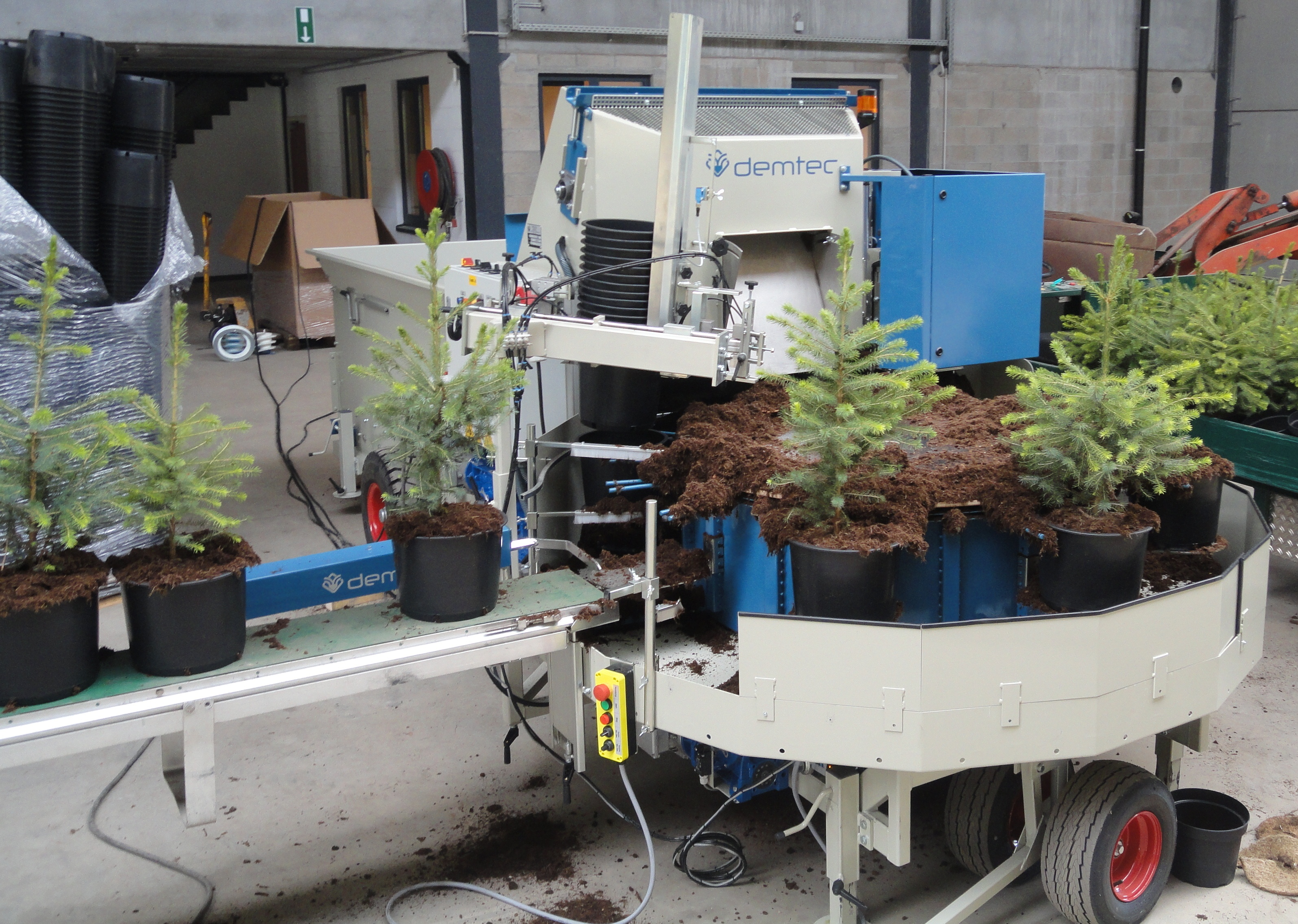
Inpotmachine voor grote containers

Een inpotmachine of oppotmachine is een machine voor het automatisch vullen van potten met substraat (grond). Ze wordt voornamelijk gebruikt door professionele kwekers van pot- of containerplanten. De inpotmachine wordt vervaardigd sinds eind jaren zestig. 
De eerste producenten van inpotmachines waren Javo (Nederland), Mayer (Duitsland) en Demtec en Gregoire (België). Ondanks de relatief kleine markt zijn er sindsdien een tiental producenten bijgekomen. 
De inpotmachine bestaat steeds uit een grondopvoersysteem en een pottentransportsysteem. De potten draaien onder het grondopvoersysteem door en worden op die manier gevuld met substraat (grond). 
Er zijn machines die een pottentransport hebben op basis van een ketting en machines die de potten transporteren door middel van een centrale carrousel. De meeste machines worden uitgerust met een potautomaat (automatisch inzetten van potten), een boorinstallatie (boren van het plantgat) en een arm die de pot uit de machine schuift. 
Er worden diverse types inpotmachines gemaakt met het oog op de specifieke verlangens van de diverse teelten. Er zijn machines voor kleine potjes die snelheden halen tot 7200 potten/uur en traag draaiende machines voor grote containers.